# Морессак
Моресса́к (фр. и окс. Mauressac) — коммуна во Франции, находится в регионе Юг — Пиренеи. Департамент — Верхняя Гаронна. Входит в состав кантона Отрив. Округ коммуны — Мюре.
Код INSEE коммуны — 31330.

## География

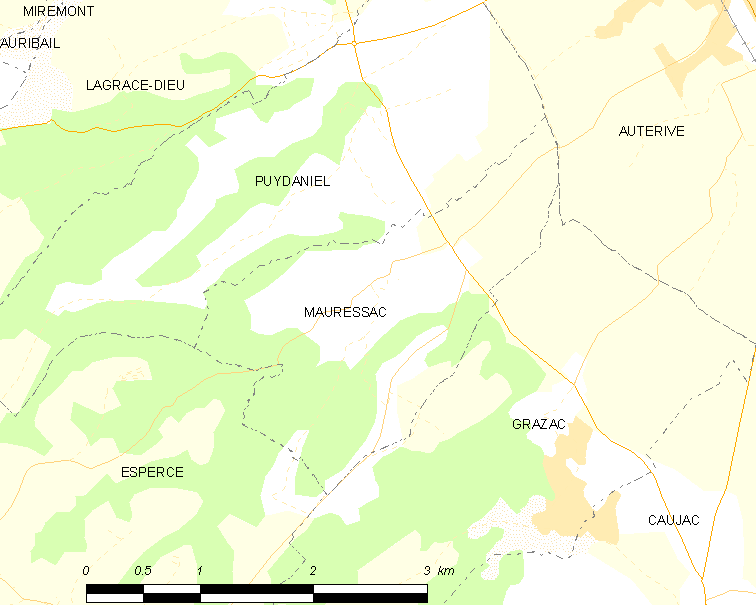
Карта коммуны

Коммуна расположена приблизительно в 620 км к югу от Парижа, в 32 км к югу от Тулузы.

## Климат
Климат умеренно-океанический. Зима мягкая и снежная, весна характеризуется сильными дождями и грозами, лето сухое и жаркое, осень солнечная. Преобладают сильные юго-восточные и северо-западные ветры.

## Население
Население коммуны на 2010 год составляло 437 человек.
| 1962 | 1968 | 1975 | 1982 | 1990 | 1999 | 2010 |
| ---- | ---- | ---- | ---- | ---- | ---- | ---- |
| 135  | 107  | 91   | 120  | 184  | 240  | 437  |

## Администрация
| Период | Период | Фамилия      | Партия                  | Примечания |
| ------ | ------ | ------------ | ----------------------- | ---------- |
| 1983   | 2014   | Ален Маран   | Социалистическая партия |            |
| 2014   | 2020   | Уилфрид Паке |                         |            |

## Экономика
В 2010 году среди 281 человека трудоспособного возраста (15—64 лет) 217 были экономически активными, 64 — неактивными (показатель активности — 77,2 %, в 1999 году было 76,7 %). Из 217 активных жителей работали 200 человек (106 мужчин и 94 женщины), безработных было 17 (9 мужчин и 8 женщин). Среди 64 неактивных 25 человек были учениками или студентами, 19 — пенсионерами, 20 были неактивными по другим причинам.